# 고달면
고달면(古達面)은 대한민국 전라남도 곡성군의 면이다. 조선 시대에는 구례군에 속했으나 1914년 곡성군으로 편입되었다.

## 개요
고달면은 동쪽으로는 구례군과 북쪽으로는 전북특별자치도 남원시 수지면과 경계를 이룬다. 또한 서쪽으로 곡성읍과 오곡면에 맞닿아 있다. 섬진강 기차마을의 관광용 증기 기관차 행사장이 이 면의 경계에 있고, 청소년야영장과 곡성천문대 등의 시설이 있다. 전국 5대강 중 가장 맑고 깨끗한 섬진강과 수려한 경관을 간직한 천마산 또한 있다.

## 행정 구역
| 법정리 | 한자명 | 행정리                          |
| ------ | ------ | ------------------------------- |
| 고달리 | 古達里 | 고달리, 수월리                  |
| 뇌죽리 | 磊竹里 | 뇌연리, 죽림리                  |
| 대사리 | 帶社里 | 대사리, 사동리                  |
| 두가리 | 杜枷里 | 가정리                          |
| 목동리 | 牧洞里 | 목동리1구, 목동리2구, 목동리3구 |
| 백곡리 | 白谷里 | 백곡리, 상백리                  |
| 호곡리 | 虎谷里 | 호곡리                          |